# Arrie församling
Arrie församling var en församling i Lunds stift och i Vellinge kommun. Församlingen uppgick 2002 i Vellinge-Månstorps församling.

## Administrativ historik
Församlingen har medeltida ursprung.
Församlingen utgjorde tidigt ett eget pastorat för att därefter från 1500-talet till 1 maj 1924 vara moderförsamling i pastoratet Arrie och Hököpinge. Från 1 maj 1924 till 1962 var församlingen annexförsamling i pastoratet Gessie, Eskilstorp, Arrie och Hököpinge. Från 1962 till senast 1998 var den annexförsamling i pastoratet Västra Ingelstad, Östra Grevie, Mellan-Grevie, Södra Åkarp och Arrie som före 1980 även omfattade Törringe församling. Åtminstone från 1998 till 2002 var församlingen annexförsamling i pastoratet Vellinge, Gessie, Eskilstorp och Hököpinge, Västra Ingelstad, Östra Grevie, Mellan-Grevie, Södra Åkarp och Arrie. Församlingen uppgick 2002 i Vellinge-Månstorps församling.

## Kyrkor
- Arrie kyrka